# Theodor Kjerulf

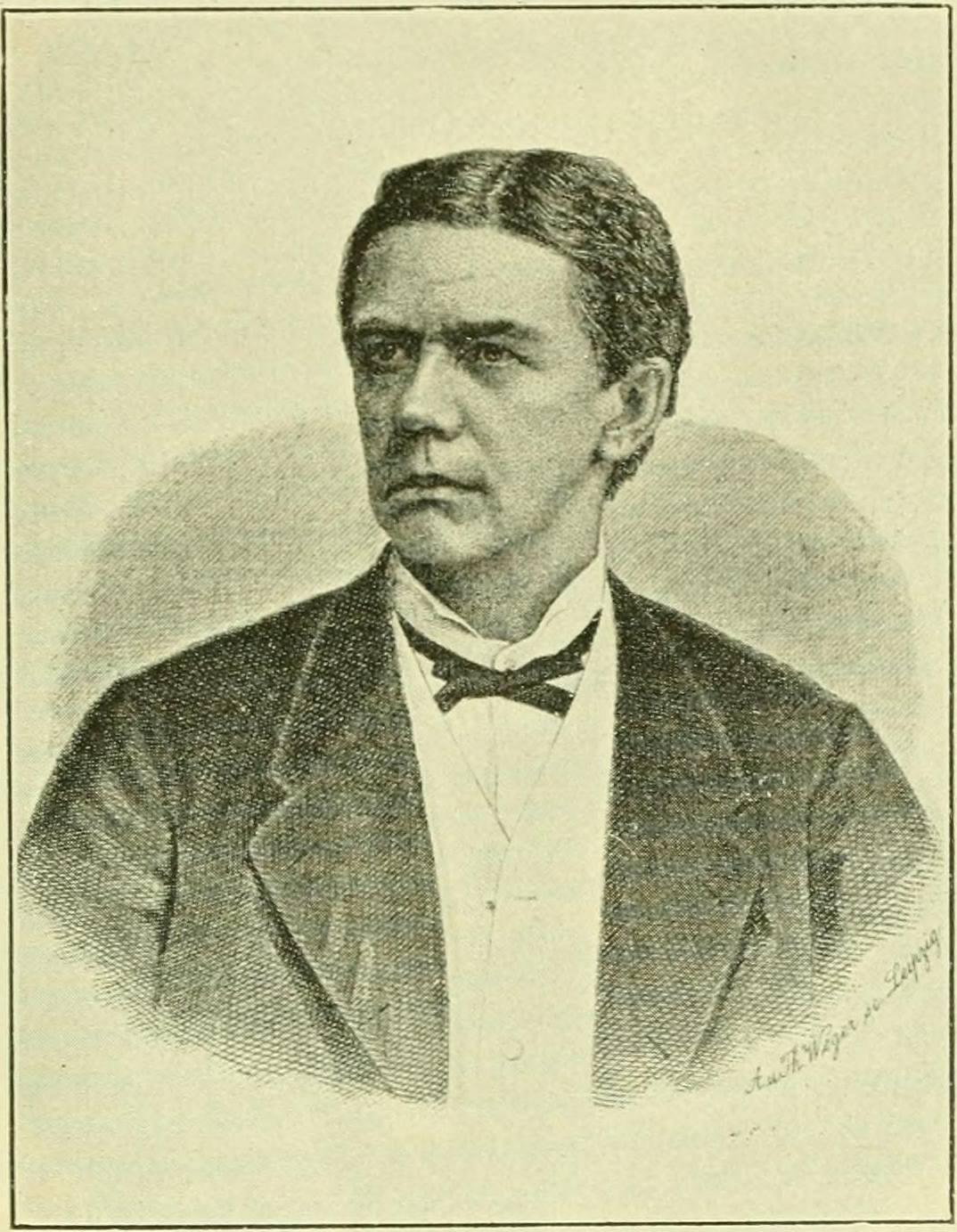
Theodor Kjerulf

Theodor Kjerulf (* 30. März 1825 in Oslo; † 25. Oktober 1888 ebenda) war ein norwegischer Geologe und Lyriker.

## Leben
Theodor Kjerulf war der Bruder des Komponisten Halfdan Kjerulf. Er studierte Bergbau an der Universität Oslo (Det Kongelige Frederiks Universitet im damaligen Christiania) und in Kongsberg und Chemie bei Karl Gustav Bischof in Bonn und Robert Wilhelm Bunsen in Heidelberg. 1858 wurde er Leiter der neu gegründeten geologischen Landesaufnahme von Norwegen und 1866 Professor an der Universität Oslo.
Zu seinen Hauptwerken gehören eine geologische Übersicht über Südnorwegen  (1879, mit Tellef Dahll) und mehrere detailliertere geologische Karten der Region um Oslo. Im Jahr 1883 wurde er zum Mitglied der Leopoldina gewählt. Er war korrespondierendes Mitglied des Thüringisch-Sächsischen Vereins für Erdkunde.
Zu seinen Studenten zählten Waldemar Christofer Brøgger und Hans Reusch. Der Kjerulf-Gletscher auf Südgeorgien und ein ebensolcher auf Jan Mayen sind nach ihm benannt. 1974 war er auf einer norwegischen Briefmarke.
Er veröffentlichte Gedichtsammlungen (Digter 1854,  Tre Digtkranse,  Svensk literatur-tidskrift 1866, Digter og Skizzer 1890, Herausgeber Lassen), wurde vertont von Frederick Delius und lieferte auch eine Beschreibung des Volksmusikers Myllarguten (1801–1872), den er 1847 traf.

## Schriften
- Das Christiania-Silurbecken. 1855.
- mit M. Sars: Iagttagelser over den glaciale Formation i det sydlige Norge. 1860.
- Veiwiser ved geologiske Excursioner i Christiania omegn. 1865.
- Om Skuringsmärker, glacialformationen, terrasser og strandlinier. 2 Bände. 1870, 1873.
- Om Trondhjems Stifts-Geologi. 1875.
- Om stratifikationens spor. 1877.
- Die Eiszeit. Habel, Berlin 1878 (Digitalisat).
- mit T. Dahl: Udsigt over det sydlige Norges geologi. Mit Karte 1 : 1 Million. Oslo 1879, auch 1880 ins Deutsche übersetzt.